# Wavrans-sur-l'Aa
Wavrans-sur-l’Aa là một xã ở tỉnh Pas-de-Calais, vùng Hauts-de-France của Pháp.

## Địa lý
Wavrans-sur-l'Aa có cự ly 8 dặm Anh (13 km) về phía tây nam của Saint-Omer, tại giao lộ của đường D192 và D225, hai bên bờ sông river Aa. Ở đây có khu bảo tồn thiên nhiên

## Dân số
| 1962                                                         | 1968 | 1975 | 1982 | 1990 | 1999 | 2006 |
| ------------------------------------------------------------ | ---- | ---- | ---- | ---- | ---- | ---- |
| 853                                                          | 897  | 938  | 1035 | 1196 | 1225 | 1329 |
| Số liệu điều tra dân số từ năm 1962: Dân số không tính trùng |      |      |      |      |      |      |